# Armazém
Armazém är en kommun i Brasilien.   Den ligger i delstaten Santa Catarina, i den södra delen av landet, 1 400 km söder om huvudstaden Brasília. Antalet invånare är 7 730. Arean är 173 kvadratkilometer.
Terrängen i Armazém är lite kuperad.
I omgivningarna runt Armazém växer i huvudsak städsegrön lövskog. Runt Armazém är det ganska glesbefolkat, med 38 invånare per kvadratkilometer.